# 矢田俊文 (歴史学者)
矢田 俊文（やた としふみ、1954年1月 - ）は、日本の歴史学者、新潟大学名誉教授。長く新潟大学人文学部教授を務めた。日本中世史、特に越後の上杉氏を中心とした戦国大名に関する業績や、歴史学の立場からの地震研究の業績がある。新潟史学会会長などを歴任した。

## 経歴
鳥取県生まれ。1976年、大阪市立大学文学部を卒業後、大学院に進み、1982年6月、大阪市立大学大学院博士課程単位取得満期退学。1987年、新潟大学人文学部助教授、のち1996年に教授。1996年、「日本中世戦国期権力構造の研究」で、大阪市立大学より博士（文学）の学位を取得。
2004年10月23日の新潟県中越地震や、2007年7月16日の新潟県中越沖地震に際しては、被災地からの歴史資料の救出にあたった。
中越地震を受けて2006年に発足した新潟大学災害復興科学センターでは、アーカイブズ分野の代表を務めた。
2019年3月に新潟大学を退職し、4月に名誉教授となった。

## 著作

### 単著
- 日本中世戦国期権力構造の研究、塙書房、1998年 ISBN 978-4827311525
- 文化を育てたい ― 矢田清子人と仕事、高志書院、2002年 ISBN 978-4906641567
- 日本中世戦国期の地域と民衆、清文堂出版、2002年 ISBN 978-4792405175
- 新潟県中越地震文化遺産を救え、高志書院、2005年 ISBN 978-4906641987
- 上杉謙信―政虎一世中忘失すべからず候、ミネルヴァ書房（ミネルヴァ日本評伝選）、2005年 ISBN 978-4623044863
- 戦国期の権力と文書、高志書院、2004年 ISBN 978-4906641802
- 中世の巨大地震、吉川弘文館（歴史文化ライブラリー）、2008年 ISBN 978-4642056649
- 直江兼続、高志書院、2009年 ISBN 978-4862150530
- 地震と中世の流通、高志書院（高志書院選書 6）、2010年 ISBN 978-4862150738